# مجلس شمرون الإقليمي
مجلس شمرون الإقليمي مجلس إقليمي إسرائيلي في شمال الضفة الغربية. تأسس عام 1979؛ لتقديم خدمات البلدية لحوالي 34 مستوطنة إسرائيلية في السامرة، ومركزه في مستوطنة بركان الصناعية. يبلغ عدد سكان المجلس قرابة 38,500 مستوطن. كان يعتبر أكبر مجلس إقليمي إسرائيلي حتى الانسحاب الإسرائيلي أحادي الجانب عام 2005.

## قائمة مستوطنات مجلس شمرون الإقليمي
تعد مستوطنة شعاري تكفاه المجتمعية أكبر تجمعات مجلس شمرون الإقليمي سكانًا، حيث يبلغ عدد سكانها أكثر من 5,500 مستوطن.

| مستوطنات زراعية أو موشافات | مستوطنات مجتمعية | بؤر استيطانية عشوائية                                                                                                 | مستوطنات أخليت عام 2005        |
| -------------------------- | --- | --- | ------------------------------ |
| - ريحان - سلعيت            | - إيلي زهاف - أفني حيفيتس - بركان السكنية - بركان الصناعية - بروخين - عيناف - آلون موريه - هار براخا - حرميش - حينانيت - إيتمار - كفار تفوح - كريات نتافيم - معاليه شمرون - ميفو دوتان - مجداليم - ريخاليم - رفافا - شعاري تكفاه - شاكيد - شافي شمرون - تل منشه - تسوفيم - ياكير - يتسهار - نوفيم - عيتص إفرايم | - المتان - جفعات أولام - جفعات أرنون - هافات جلعاد - هافات يائير - ماجن دان - نفيه نحمياه - رمات جلعاد - تفوح الغربية | - كاديم - جانيم - سانور - حومش |